# فرودگاه کلمبیا کاونتی
فرودگاه کلمبیا کاونتی (به انگلیسی: Columbia County Airport) یک فرودگاه همگانی بهره‌برداری هوایی با کد یاتا HCC است که یک باند فرود آسفالت دارد و طول باند آن ۱۶۳۱ متر است. این فرودگاه در شهر هادسون، نیویورک کشور ایالات متحده آمریکا قرار دارد و در ارتفاع ۶۰ متری از سطح دریا واقع شده‌است.